# Mikrotiterplatta

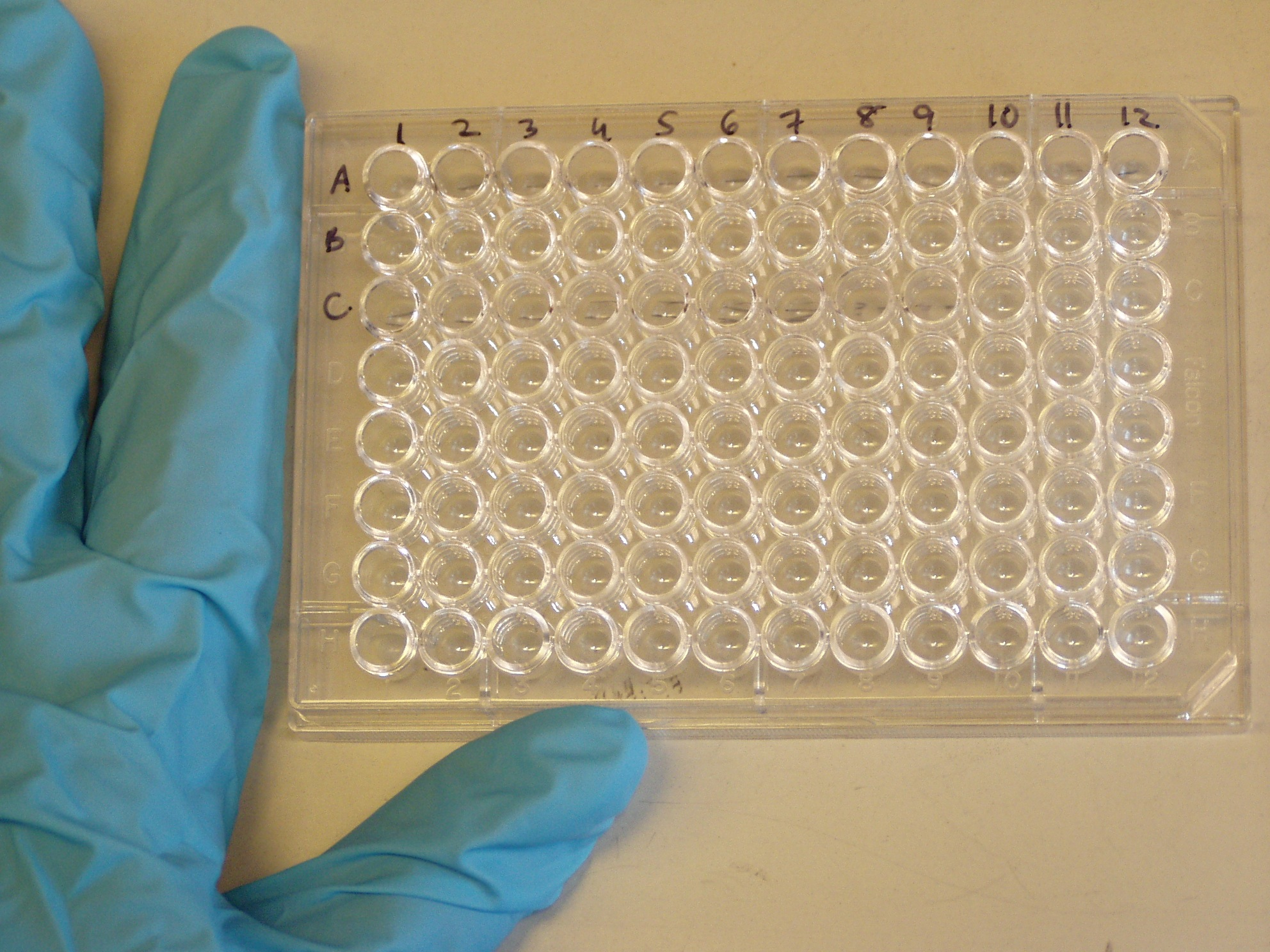
96-håls mikrotiterplatta En sådan platta kan användas för ELISA.

En mikrotiterplatta är en plan plastplatta med hål som används som provrör vid långa försöksserier. Det har blivit standard inom analytisk kemi och klinisk kemi. En mycket vanlig användning är i enzymkopplad immunadsorberande analys (ELISA), en standardmetod inom klinisk diagnostik. En fördel för detta ändamål är möjligheten att utföra fotometriska bestämningar direkt i mikrotiterplattan med hjälp av en ELISA-läsare.
Mikrotiterplattor med olika antal ursparningar ("hål" eller "brunnar") finns tillgängliga: 6, 24, 96, 384 eller till och med 1536. De är placerade rektangulärt i förhållandet 2:3 på plattan. Man har till och med tillverkat plattor med 3 456 och 9 600 brunnar, och tillverkat kontinuerliga band av plattor, där plattorna är förbundna med varandra på en böjlig plastfilm.
Varje brunn på en mikrotiterplatta kan rymma från några tiotal nanoliter till flera milliliter vätska. De kan också användas för förvaring av pulver eller som ställ för mikroprovrör. Brunnarna kan vara runda eller fyrkantiga. Plattor med fyrkantiga hål och tättslutande lock används för att lagra vätskor eller pulver, för att spara plats, medan man använder plattor med runda brunnar för reaktioner. Speciella plattor finns tillgängliga för membranfiltrering eller till och med för enklare typer av kromatografi. 
För olika typer av användningar kan plattor specialprepareras. Väggarna kan förses med reaktiva grupper, för att binda proteiner eller nukleinsyror till väggarna, eller också kan plattor levereras med biologiskt aktiva substanser bundna till väggarna på brunnarna. Detta underlättar t.ex. bestämning av substanser som i sin tur binds specifikt till de substanser som kopplats till väggarna.
Plattorna kan förslutas med olika typer av standardiserade lock och förslutningsfolier för att skyddas medan reaktioner utförs eller då plattorna används för förvaring av reagens eller prover.
Ett stort användningsområde för mikrotiterplattor är för cellkulturer. För detta ändamål har det utvecklats plattor med brunnarnas ytor behandlade så att celler som växer i monolager på ytor lätt skall få fäste.
Ett antal laboratorieautomater ("robotar") har utvecklats för att automatiskt genomföra komplicerade sekvenser av pipettering, tvätt och förflyttning av plattor för inkubation vid konstant temperatur och för mätning av ljusabsorption, fluorescens eller forforescens. Speciella mätinstrument har utvecklats för dessa mätningar (för mätning av ljusabsorption kallas de ELISA-läsare). Data från laboratorieautomat och från mätinstrumenten förs över till dator, som har program för att hålla reda på identiteten hos enskilda brunnar i automaten och för att beräkna och rapportera resultat.

## Tillverkning
Mikrotiterplattor kan tillverkas av olika material, beroende på användning. Det vanligaste är polystyren, som är det material man väljer för ljusabsorptionsmätning. Det kan färgas vitt med titandioxid för mätning av fosforescens och luminiscens eller svart genom tillsats av kol för mätning av fluorescens. Polypropylen används för plattor som skall tåla stora temperaturvariationer, så som förvaring vid -80C i biologiska frysar eller temperaturcykling i PCR. Det har också goda egenskaper för förvaring av kemiska substanser. Polykarbonat är billigt och lätt att forma och det används också för PCR. Cykloolefiner används till plattor som skall användas för fotometri i ultraviolett.
Det vanligaste tillverkningssättet är gjutning, som används för polystyren, polypropylen och cyklooloefiner. Vakuumformning kan användas för mjukare plaster så som polykarbonat. För sammansatta konstruktioner så som filterplattor eller komplicerade konstruktioner för t.ex. PCR kan komponenterna tillverkas separat och fogas samman till slutgiltig produkt senare. Det finns också plattor som består av en ram med 12 separata strips med 8 brunnar i varje isatta. Man kan då använda bara en del av en platta. Detta sparar pengar i de fall plattan har fått specialbehandling med t.ex. antikroppar kopplade till väggarna, och därför representerar ett högt värde. 

## Historia
Den första mikrotiterplattan skapades 1951 av en ungrare, Dr G Takatsky, som borrade upp 6 rader av 12 brunnar i en platta av Perspex. Den rutinmässiga användningen av mikrotiterplattor började i slutet av 1950-talet när John Liner i USA hade introducerat en gjuten version. 1990 fanns det mer än 15 företag som tillverkade mikrotiterplattor för olika ändamål. Man beräknar att enbart år 2000 det användes 125 miljoner mikrotiterplattor i världen. Ordet "Mikrotiter" har registrerats som varumärke av företaget Dynatec i USA men används i vardagsspråk för plattor från alla tillverkare. 
1996 tog sällskapet "Society for Biomolecular Screening" initiativ för att skapa en standard för mikrotiterplattor. En serie standarder har publicerats som reglerar standardplattors egenskaper, så som plattdimensioner, brunnarnas placering, diameter och djup och materialets egenskaper (styvhet etc.).